# Drvna sječka
Drvna sječka ili samo sječka (poznata i kao iverje) dobiva se usitnjavanjem drvnih ostataka u šumarstvu ili drvno-prerađivačkoj industriji. Različitih je veličina i nepravilnog oblika. Kod njezine proizvodnje gotovo da ne postoje ograničenja u smislu stanja, oblika i kvaliteta. Drvna sječka ima mnogo širu primjenu u odnosu na druge drvne biomase.

## Drvna sječka u proizvodnji papira
Poslije skladištenja, drvo ide na odkoravanje, a zatim na usitnjavanje u sjekirostroju. Potrebna debljina drvne sječke kreće se oko 10 mm, a visina između 30 i 40 mm. U sljedećem koraku iz sječke se uklanja prašina i razvrstava (sortira) se po veličini. Kvalitetna sječka se ostavlja u velikim hrpama da odstoji od 2 do 3 mjeseca, kako bi smole i ekstrakti oksidirali, te na taj način što manje smetali u procesu proizvodnje celuloze. Kemijski postupak razvlaknjivanja drveta se temelji na delignifikaciji drvne mase. Glavni cilj delignifikacije je razdvojiti vlakna međusobno tako da se celuloza i hemiceluloza što manje oštete. Time se ne ukloni sav lignin, zapravo se postupak zaustavlja na približno 5% preostalog lignina. On se kasnije odstrani postupkom bijeljenja.

## Grijanje na drvnu sječku
Jedan od načina automatizacije sustava grijanja na biomasu je korištenje drvne sječke. Ona nastaje usitnjavanjem (sjeckanjem) drva i drvenog otpada, a njezina je prednost to što se može vrlo jednostavno i jeftino proizvesti. Za optimalno loženje preporučuje se da ima vlažnost manju od 35% (W35) i veličinu od 3 do 5 cm2 (G30 - G50). Sječka se koristi u automatiziranim sustavima grijanja, a može se skladištiti u velikim spremnicima ili silosima.